# Paszele
Paszele (biał. Пашэлі; ros. Пашели) – wieś na Białorusi, w obwodzie grodzieńskim, w rejonie werenowskim, w sielsowiecie Pirogańce, przy granicy z Litwą.
W XIX w. siedziba okręgu wiejskiego. W dwudziestoleciu międzywojennym leżały w Polsce, w województwie nowogródzkim, w powiecie lidzkim, do 11 kwietnia 1929 w gminie Siedliszcze, następnie w gminie Werenów. Po II wojnie światowej w granicach Związku Sowieckiego. Od 1991 w niepodległej Białorusi.
W Paszelach urodził się kpt. Konstanty Kisiel.